# Бехолдеры
Бехолдеры (англ. beholders, варианты перевода — «созерцатели», «наблюдатели», «злые глаза», «злобоглазы», «смотрители») — вымышленные существа из ролевой игровой системы Dungeons & Dragons вселенной Forgotten Realms и Greyhawk; позже были перенесены в ряд других фентезийных вселенных, таких как: Might and Magic, Warhammer, Nox. Часто встречаются в компьютерных ролевых играх (см. например Eye of the Beholder). Одна из самых оригинальных рас D&D, почти не имевшая аналогов на момент создания. Бехолдеров придумали редактор Гэри Гайгэкс и художник Кит Паркинсон.

## Внешний вид
Бехолдер, как правило, представляет собой летающий шар со ртом и единственным глазом посередине, кроме этого он обладает несколькими стебельчатыми глазами, похожими на глаза моллюсков. Это существо — магическое. Центральный глаз подавляет магию в поле зрения, а маленькие могут производить заклинательные эффекты. За счёт магии бехолдеры левитируют.

## Образ жизни
Бехолдеры — экстрапланарные существа, зародившиеся далеко от Фейруна, на Внешних Планах. Они нередко путешествуют на спеллджаммерах, и в высших сферах встречаются едва ли не чаще, чем на первичном материальном уровне.
Те из злых глаз, кто живет в Королевствах, как правило скрываются от людей в Подземье или иных труднодоступных местах. Зачастую они охраняют древние сокровища или тайные книги заклинаний. Отношение бехолдеров к представителям других рас враждебно, они высокомерные ксенофобы, считающие себя высшей расой. Однако иногда они все же заключают временные союзы с другими злыми расами, такими как дроу и иллитиды.

## Игры
- Серия Eye of the Beholder:
  - Eye of the Beholder (1991)
  - Eye of the Beholder II: The Legend of Darkmoon (1992)
- Серия Might and Magic:
  - Might and Magic VI: The Mandate of Heaven